# Écalles-Alix
Écalles-Alix is een gemeente in het Franse departement Seine-Maritime (regio Normandië) en telt 501 inwoners (1999). De plaats maakt deel uit van het arrondissement Rouen.

## Geografie
De oppervlakte van Écalles-Alix bedraagt 7,1 km², de bevolkingsdichtheid is 70,6 inwoners per km².
De onderstaande kaart toont de ligging van Écalles-Alix met de belangrijkste infrastructuur en aangrenzende gemeenten.

## Demografie
Onderstaande figuur toont het verloop van het inwonertal (bron: INSEE-tellingen).